# Kreuzkapelle (Trier)

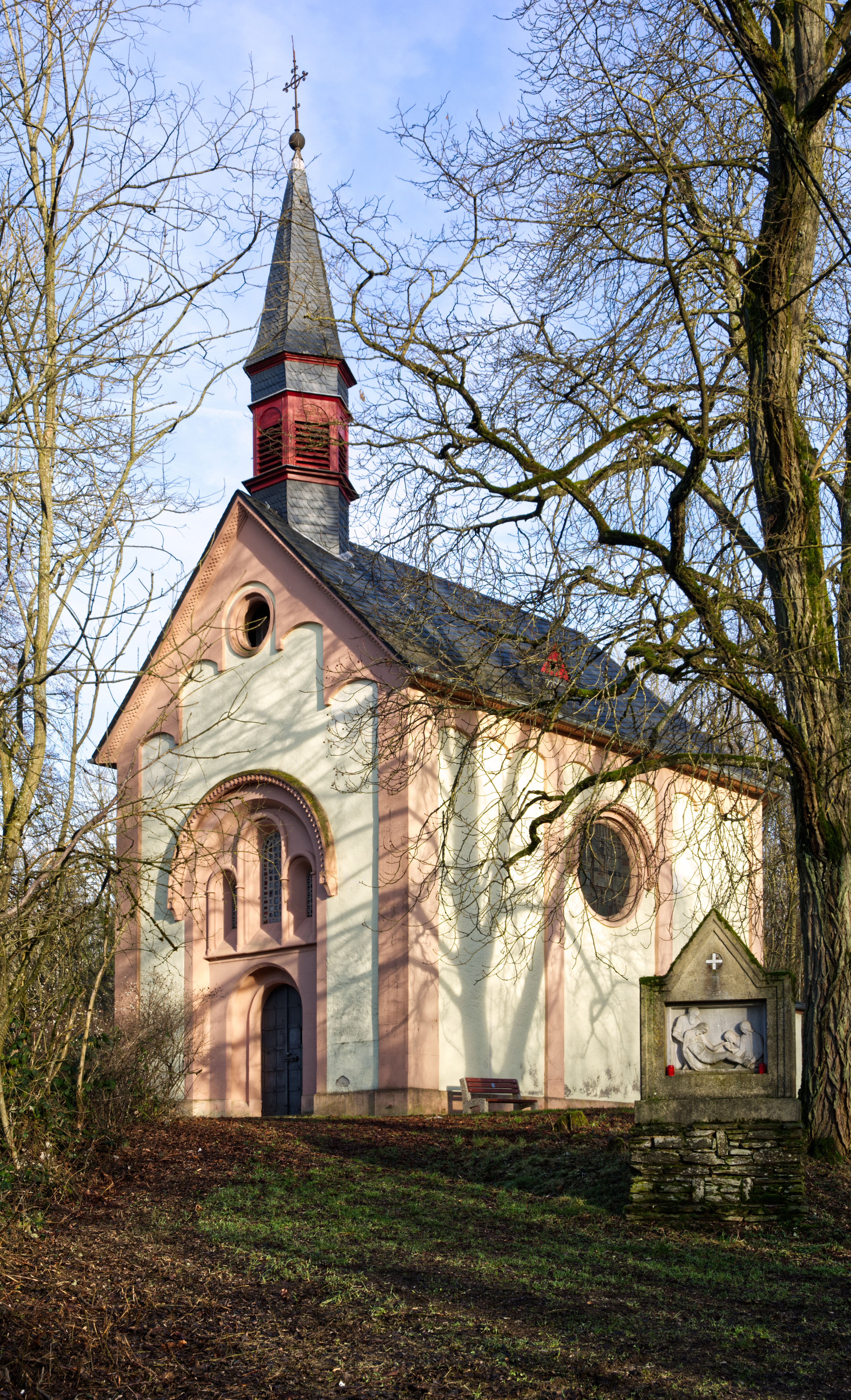
Außenansicht der Kapelle

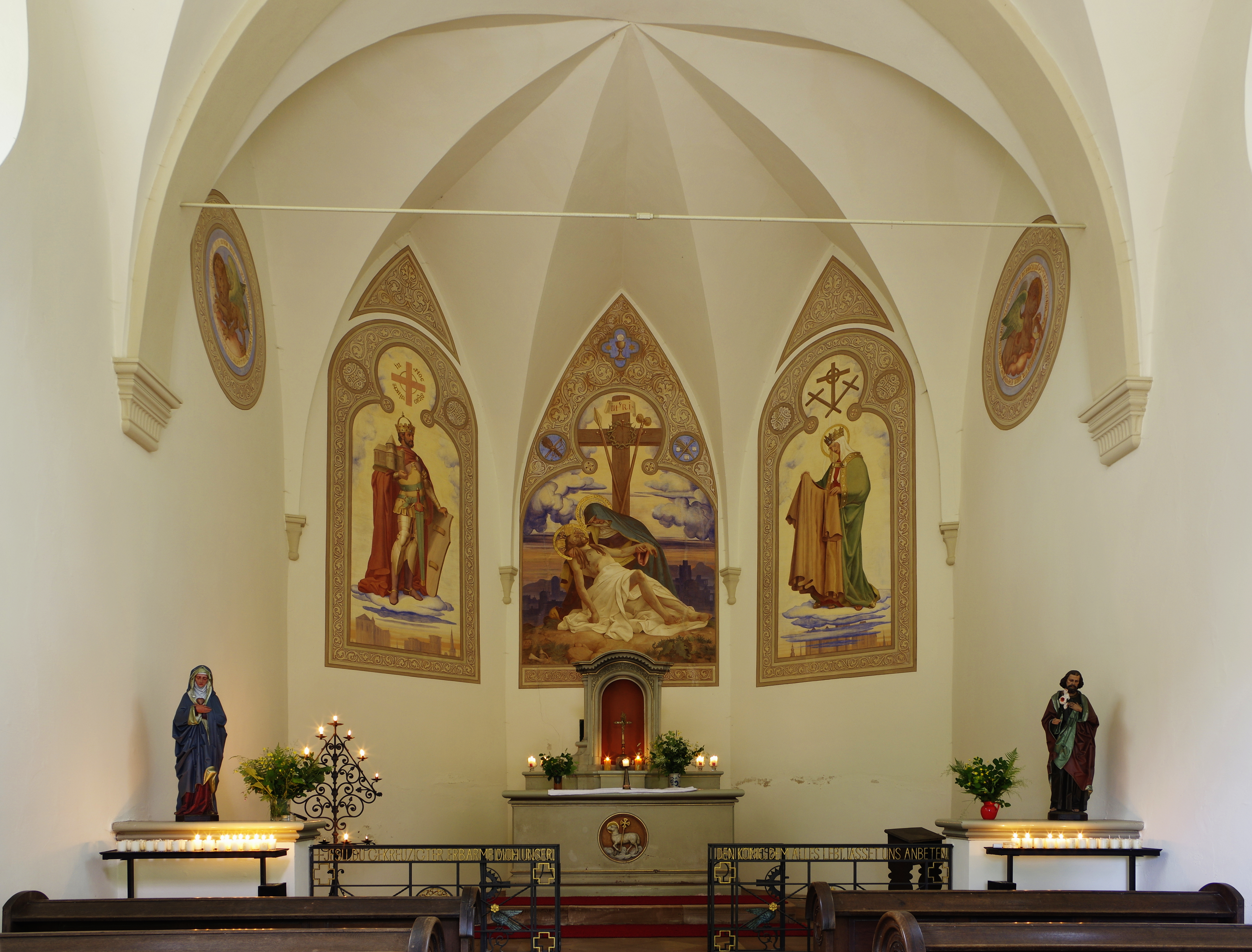
Innenansicht der Kapelle

Die Kreuzkapelle, auch Kreuzchen genannt, ist eine Kapelle auf dem Petrisberg (Kreuzweg 50) im Trierer Stadtteil Kürenz. Sie wurde 1844 an der Stelle eines früheren Kreuzes von Bischof Wilhelm Arnoldi am Ende des einige Jahre davor angelegten Kreuzweges errichtet und dem kurz zuvor gegründeten Konvikt übergeben.
Es ist ein Saalbau mit 3/6-Schluss, verschiefertem Satteldach und hohem Dachreiter mit Spitzhelm. Der Putzbau mit aufwendigen Architekturteilen in rotem Sandstein verfügt über eine flächenhafte Außenwandgliederung durch Lisenen, die einen Stichbogenfries unterhalb von Traufe und Ortgang tragen. Die Portalgestaltung der Giebelseite besteht aus einer gestaffelten Dreifenstergruppe über der rundbogigen Eingangstür mit tiefem Kehlprofil unter gemeinsamem Rundbogen. An den Längsseiten und Chor befinden sich kreisförmige Fenster mit eigener Verdachung.
Die Innenausstattung umfasst Fresken der Heiligen Helena und Kaiser Konstantins, die 1853 von August Gustav Lasinsky, einem aus Koblenz stammenden Nazarener aus der Gruppe um Philipp Veith geschaffen wurden. Mit dem Bildthema wird der Kreuzweg, der klassischerweise mit der Grablegung endet, bis zur Wiederauffindung des Kreuzes fortgesetzt und über den Kaiser und seine Mutter mit Trier verbunden.
Der frühe historistische Sakralbau im Rundbogenstil in landschaftlich reizvoller Lage wurde im Jahr der überaus erfolgreichen Trierer Wallfahrt von 1844 (Heiligrockwallfahrt) errichtet, einer Zeit des demonstrativen Wiedererstarkens der katholischen Volksfrömmigkeit in Trier. Der unter Bischof Joseph von Hommer wohl von der Marianischen Bürgersodalität angelegte Kreuzweg führt von der Kurfürstenstraße (Stadtteil Trier-Ost) über einen Hohlweg durch die Weinberge auf den Petrisberg bis zur Kreuzkapelle. Die 14 Kreuzwegstationen wurden 1880 und abermals 1925 durch neue, von dem Trierer Bildhauer Anton Nagel geschaffene Reliefs in grauem Kalkstein ersetzt, eingelassen in altarartige Sandsteinrahmen mit giebel- oder halbkreisförmigem Abschluss. Die einzelnen Tafeln zeigen der Entstehungszeit entsprechend schlichte Figuren in den Bildrahmen fast sprengender Darstellung.
Die Zeit, als Trier neu zu Preußen gekommen war, war beherrscht von konfessionellen Spannungen. Das katholische Volk war gegen die protestantische Herrschaft eingestellt. Auch vor diesem Hintergrund ist die Anlage eines neuen Kreuzweges als öffentliche Demonstration katholischer Glaubensausübung zu sehen. Der heute noch zum Beten oder Besinnen begangene Kreuzweg ist ein wichtiges Zeugnis der Trierer Sozial- und Frömmigkeitsgeschichte. So findet seit 1870 an Palmsonntag eine von der Marianischen Bürgersodalität organisierte Prozession aus der Innenstadt an die Kapelle statt.